# Adelaide de Aquitania
Adelaide de Aquitania sau Adele sau Abelahide (n. 950 d.Hr. – d. 15 iunie 1004) a fost fiica lui William al III-lea, Duce de Aquitania și a Adelei de Normandia, fiica lui Rollo al Normandiei. 
Tatăl ei a folosit-o drept garanție pentru un armistițiu cu Hugh Capet, cu care ea s-a căsătorit în 969.  În 987, după decesul lui Ludovic al V-lea, ultimul rege carolingian al Franței, Hugo a fost ales rege, iar Adelaide a devenit regină. Ei sunt fondatorii dinastiei Capețienilor din Franța.

## Descendenți
Adeleide și Hugh au avut trei copii:
- Hedwig, contesă de Mons (c. 969–după 1013), soția lui Reginar IV, conte de Mons;
- Robert al II-lea (972–1031), viitorul rege al Franței, încoronat co-rege în 987 cu scopul de a consolida noua dinastie;
- Gisèle, contesă de Ponthieu (c. 970–1002), soția lui Hugh I, Conte de Ponthieu.